# Amandine Homo
Amandine Homo (ur. 24 grudnia 1980 w Rosny-sous-Bois) – francuska lekkoatletka specjalizująca się w skoku o tyczce.
Skok o tyczce uprawia także jej brat – Sébastien.

## Osiągnięcia
- 10. lokata w halowych mistrzostwach świata (Paryż 1997)
- 5. miejsce podczas mistrzostw świata juniorów (Annecy 1998)
- 15. lokata w halowych mistrzostwach świata (Maebashi 1999)
- brązowy medal mistrzostw Europy juniorów (Ryga 1999)
- wielokrotna mistrzyni i rekordzistka[2] kraju

## Rekordy życiowe
- skok o tyczce (stadion) – 4,31 (1999)
- skok o tyczce (hala) – 4,31 (2000)